# کن مک‌گرگور
 کن مک‌گرگور (انگلیسی: Ken McGregor؛ زاده ۲ ژوئن ۱۹۲۹ درگذشته ۱ دسامبر ۲۰۰۷) یک تنیس‌باز اهل استرالیا بود.